# Путла-Вилья-де-Герреро
Путла-Вилья-де-Герреро (исп. Putla Villa de Guerrero)  —   населённый пункт в Мексике, входит в штат Оахака. Население 10 495 человек.